# アパリット駅
アパリット駅はパンパンガ州アパリットにあったフィリピン国鉄北方本線の駅。現在は利用されていない。

## 歴史
フィリピン国鉄以前の1892年に開業し、貨物と旅客の両方に使われてきた。1989年に北方本線の利用休止とともに利用されなくなった。
2000年代に始まった北方本線の鉄道敷設権を利用してマニラからパンパンガを結ぶ旧ノースレール計画で再建が検討され、た。計画は2007年に開始されたが2011年には建設が中止した
現在行われている南北通勤鉄道の計画でも、フェイズIIでの再建が検討されている。

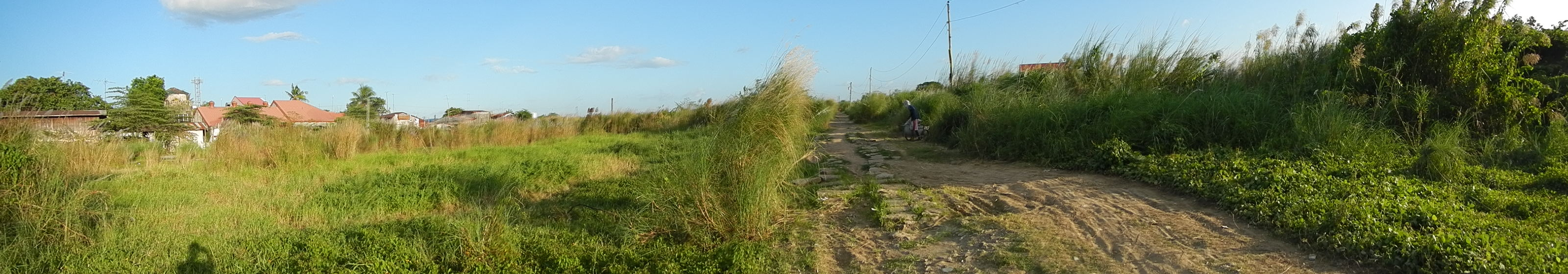
アパリット駅が建設されるはずだった鉄道跡周辺

## 註釈
1. ↑  Northrail construction now 'on track', bayan-natin.blogspot.com, original article at The Manila Bulletin, retrieved October 20, 2011.
2. ↑  Philippine National Railways, retrieved October 20, 2011.
3. ↑  CAPEX Program (October 10, 2011), docs.google.com, retrieved October 20, 2011
4. ↑  Chinese foreign aid goes offtrack in the Philippines Archived 2012-04-25 at the Wayback Machine., Roel Landingin for PCIJ (Philippine Center for Investigative Journalism), retrieved October 20, 2011
5. ↑  Paz, Chrisee Dela. “17 stations of Manila-Clark Railway announced” (英語). Rappler. 2019年4月24日閲覧。